# 子宮頸癌
子宮頸癌（しきゅうけいがん、英: cervical cancer）は、子宮頸部と呼ばれる子宮の出口より発生する癌。そこに生じる悪性の上皮性病変（癌）のこと。
発生頻度は発展途上国ほど高い。発症は20代から40代で高い。主な原因に、性交によって感染するヒトパピローマウイルス (HPV)の感染がある。持続感染が起こる場合があり、子宮頸癌のリスクを上昇させる。子宮頸癌の人々の87.4%に、HPVの感染が確認されている。そのため、世界保健機関(WHO)はHPVワクチンの接種を推奨している。HPVが感染していても除染をせずに、性交を続けてゆくと、相手にも感染させてしまい、パートナーの陰茎癌の原因にも成り得る。 
5年生存率は、日本産科婦人科学会婦人科腫瘍委員会の統計で、ステージI期で92.1%、Ⅱ期で74.2%、Ⅲ期で52.0%、Ⅳ期で29.8%となっている 。
妊娠適齢期に子宮を取り除く手術もあることや若い母親世代の死因となるため、HPVは『マザーキラー(Mother killer)』とも呼ばれている。2021年時点でHPVワクチン接種率の低い日本では毎年約3000人が子宮頸癌で死亡している（2018年診断数10,978例、2019年死亡数2,921人）。

## 概要

2004年における10万人毎の子宮頸癌による死亡者数（年齢標準化済み）
データなし
2.4人以下
2.4人から4.8人
4.8人から7.2人
7.2人から9.6人
9.6人から12人
12人から14.4人
14.4人から16.8人
16.8人から19.2人
19.2人から21.6人
21.6人から24人
24人から26.4人
26.4人以上

2007年の世界保健機関(WHO)の報告では、全世界で年間約50万人に子宮頸癌が発生し、約27万人が死亡していると推定されている。子宮頸癌の発生頻度は、アフリカ、南アジア、東南アジア、中南米、カリブ海沿岸地域で高い。
2018年に日本産科婦人科学会が発表した資料によれば、日本の1年間の子宮頸癌の罹患者数は約1万人で、死亡者数は約2,800人である。
年齢別罹患率
年齢別にみた子宮頸癌罹患率は、20歳代後半から40歳前後まで増加した後、横ばいになる。近年の日本の子宮癌全体の罹患者数の推移では、39歳以下で罹患者数の増加が認められる（39歳以下の子宮癌のほとんどは子宮頸癌で、子宮体癌の大部分は40歳以降に発生する）。 また39歳以下では、子宮頸癌は乳癌の次に罹患率が高い。
主な死亡層は高齢者となる。イギリスの2010-2012年の死亡データからは、25歳未満の子宮頸癌による死亡は年7人であるが、65歳以上では同449人となり、この層が全年齢層の半分以上を占める。日本のデータでは特に80歳前後でピークの死亡者数となる。　
治療
ほかの部位の癌よりは早期発見で医療措置を受ければ生存率が高い。進行は他の癌より遅く、早期で子宮頸癌を治療すれば95%の生存率、それ以前の状態では生存率は100%に近いとされる。
転移
2021年1月、国立研究開発法人国立がん研究センターは、出産直後の乳児が母親の子宮頸癌の癌細胞が混じった羊水を肺に吸い込むことによって、母親の子宮頸癌の癌細胞が子どもの肺に移行して小児での肺癌を発症した2事例を発表した。1組目の男児は免疫療法薬で治療できたが、2組目の男児は手術で肺癌を切除した。母親２人は出産後や出産時に癌と診断され、その後死亡したと報道されている。

## 原因
最大の危険因子は一部の型のヒトパピローマウイルス (HPV) の感染である。続いて喫煙であり、他にも様々な原因が関与する。

### ヒトパピローマウイルス
ヒトパピローマウイルスの16型と18型が、世界の子宮頸癌の原因の75%を占め、31型と45型では10%を占める。
日本では子宮頸癌の人々の87.4%に、あらゆる型のHPVの感染が確認されている。信頼性の高いPCR/シークエンス法による調査では、16型18型は子宮頸癌のほぼ50%から検出されている。好発部位は扁平上皮化発生領域であり扁平上皮化癌が約90%である。子宮頸部扁平上皮癌はヒトパピローマウイルスという腫瘍ウイルスの感染が原因で引き起こされる。
HPVには100以上もの種類があり、皮膚感染型と粘膜感染型の2種類に大別される。子宮頸癌は、粘膜感染型HPVの中でも高リスク型HPVと呼ばれている性交渉によって感染する一部のHPVが長期間感染することによって引き起こされる。が、性交経験がなくても発症はある。
高リスク型に分類されるHPVの型は16, 18, 31, 33, 35, 39, 45, 51, 52, 56, 58, 59, 68, 73, 82である。
HPVに感染しても多くの場合は、免疫によってHPVが体内から排除される。HPV感染の大半は2年以内に自然消失するが、免疫が誘導されにくいため、何度でも感染する。約10%の人では感染が長期化（持続感染化）する。HPVが持続感染化するとその一部で子宮頸部の細胞に異常（異形成）を生じ、さらに平均で10年以上の歳月の後、ごく一部（感染者の1%以下）が異形成から子宮頸癌に進行する。
HPVによって引き起こされる他の疾患としては、尖圭コンジローマ、疣贅がある。このほかHPV感染者とのオーラルセックスなどに起因して口腔癌のリスクを高めるとの報告がある。

### 喫煙
現行あるいは過去の喫煙者では、浸潤性の子宮頸癌のリスクが2倍から3倍であり、受動喫煙ではリスクの増加に関連するがその度合いは低い。

### ほか
経口避妊薬を5年から9年間使用していた場合に、リスクの約3倍と関連し、10年以上では約4倍である。
既にHPVに感染している場合に、妊娠したことのない女性に比較して、1回から2回の満期妊娠を経験している場合に2倍から3倍である。

## 組織型
ほとんどが子宮頸部に生ずる扁平上皮癌である。粘液腺癌（頸管円柱上皮由来）扁平上皮癌以外で比較的多い。類内膜腺癌、漿液性腺癌、腺扁平上皮癌、粘表皮癌、すりガラス様細胞癌、腺様嚢胞癌などがある。

## 分類
| 進行期（ステージ）                                                             | 進行期（ステージ）                                                                                             | 内容 |
| I                                                                              | | |
| ------------------------------------------------------------------------------ | --- | --- |
| I                                                                              | 癌が子宮頸部に限局するもの（体部浸潤の有無は考慮しない）                                                       | |
| I                                                                              | IA | 組織学的にのみ診断できる浸潤癌 肉眼的に明らかな病巣は，たとえ表層浸潤であってもIB期とする。浸潤は、計測による間質浸潤の深さが 5mm 以内で、縦軸方向の広がりが 7mm をこえないものとする。浸潤の深さは、浸潤がみられる表層上皮の基底膜より計測して 5mm をこえないものとする。脈管（静脈またはリンパ管）侵襲があっても進行期は変更しない。 |
| I                                                                              | IA1 | 間質浸潤の深さが 3mm 以内で、広がりが 7mm をこえないもの |
| I                                                                              | IA2 | 間質浸潤の深さが 3mm をこえるが 5mm 以内で、広がりが 7mm をこえないもの |
| I                                                                              | IB | 臨床的に明らかな病変が子宮頸部に限局するもの、または IA1期 をこえるもの |
| I                                                                              | IB1 | 病変が 4cm 以下のもの |
| I                                                                              | IB2 | 病変が 4cm をこえるもの |
| II                                                                             | | |
| 癌が子宮頸部をこえて広がっているが、骨盤壁または腟壁下1/3 には達していないもの | | |
| IIB                                                                            | がんが膣壁に広がっているが、子宮傍組織組織には広がってないもの                                                 | |
| IIB1                                                                           | 病巣が 4cm 以下のもの                                                                                          | |
| IIB2                                                                           | 病変が 4cm をこえるもの                                                                                        | |
| IIB3                                                                           | 子宮傍組織浸潤の認められるもの                                                                                 | |
| III                                                                            | がんが骨盤壁に達するもので、がんと骨盤壁との間にがんでない部分をもたない、 または膣壁の浸潤が下1/3に達するもの | がんが骨盤壁に達するもので、がんと骨盤壁との間にがんでない部分をもたない、 または膣壁の浸潤が下1/3に達するもの |
| III                                                                            | IIIA | 腟壁浸潤は下1/3 に達するが、骨盤壁にまでは達していないもの |
| III                                                                            | IIIB | 子宮傍結合織浸潤が骨盤壁に達するか、水腎症や無機能腎のあるもの |
| IV                                                                             | 癌が小骨盤腔をこえているか、膀胱、直腸粘膜を侵すもの                                                           | 癌が小骨盤腔をこえているか、膀胱、直腸粘膜を侵すもの |
| IV                                                                             | IVA | 膀胱や直腸粘膜に浸潤があるもの |
| IV                                                                             | IVB | 小骨盤腔をこえて広がるもの |

※〔子宮頸癌取扱い規約　第3版（2012年）〕] 日本癌治療学会より引用し改変。

## 症状
異形上皮、上皮内癌、初期浸潤癌の段階では多くが自覚症状を欠く。癌が進行して浸潤癌となると不正出血（接触出血）がみられる。

## 検診
子宮頸癌の最大の特徴は、原因がはっきりしており予防可能な癌であるという点である。これは異形成（子宮頸癌になる前の病変）が発見可能なためであり、定期的な子宮頸癌検診により、異形成の段階で発見・治療することにより癌の発症を未然に防ぐことができる。検診により死亡率は最大80%減少する可能性がある。
アメリカ家庭医学会は、無駄な医療を抑制するための、賢い選択（Choosing Wisery）キャンペーンにてパップテストについて言及しており、性的に活発でも21歳までは検査の必要なく、検査が必要となるのは21-65歳で、30歳までは3年ごと、それ以上では5年ごととしている。
| 国             | 検診受診率 |
| -------------- | ---------- |
| 米国           | 85.0%      |
| ドイツ         | 78.7%      |
| フランス       | 71.1%      |
| 韓国           | 68.7%      |
| イギリス       | 68.5%      |
| オーストラリア | 56.8%      |
| 日本           | 37.7%      |

日本国内で実施されている子宮頸癌検診の検査法は細胞診とHPV検査である。いずれも世界保健機関(WHO)で子宮頸癌の検診検査として有効性が認められた検査法である。しかし2019年現在、日本で子宮頸がん検診として推奨できる検診方法は「細胞診」のみで、HPV検査を含む方法は、対策型検診（住民検診）として実施することは勧められていない。

### 細胞診
細胞診は子宮頸癌を疑うような異常細胞がないか判定する検査。子宮頸部から採取した細胞を色素で染色し、異常細胞がないか顕微鏡で観察する検査法。検査結果は日母分類（日本母性保護医協会、現・日本産婦人科医会）と呼ばれるクラス分類に従って、以下のいずれかに判定された。
| 検査結果 | クラス | 説明                             | 判定 |
| -------- | ------ | -------------------------------- | ---- |
| 陰性     | I      | 正常である。                     | A1   |
| 陰性     | II     | 異常細胞を認めるが良性である。   | A1   |
| 擬陽性   | IIIa   | 軽度～中等度異形成を想定する。   | C1   |
| 擬陽性   | IIIb   | 高度異形成を想定する。           | C1   |
| 陽性     | IV     | 上皮内癌を想定する。             | C1   |
| 陽性     | V      | 浸潤癌（微小浸潤癌）を想定する。 | C1   |

クラス IIIa以上（日本予防医学協会の判定でC1）の場合は精密検査を実施。細胞診による癌または前癌病変の発見率は約70%とされている。細胞診結果の記述法としてこの他に、Papanicolaou (Class) 分類、WHO分類、CIN分類などが知られている。
平成25(2013)年度より、日本産婦人科医会では、国際標準である「ベセスダシステム2001準拠子宮頸部細胞診報告様式」（ベセスダシステム、医会分類）に報告を統一した。

### HPV 検査
HPV検査は子宮頸癌の原因である高リスク型HPV感染の有無を判定する検査。細胞診と同様に子宮頸部から採取した細胞を用い、HPV感染を判定する検査法。30歳以上では10%弱がHPV陽性と判定される。HPV検査による癌または前癌病変の発見率は約95%とされている。細胞診とHPV検査を併用した場合、癌または前癌病変の発見率はほぼ100%とされている。
ヒトパピローマウイルス（HPV）感染は、全ての子宮頸癌の原因である。ほとんどの女性は感染しても18ヶ月以内に体内から排除され陰性となる。高リスクのタイプ（例えば、16,18,31,45型）の感染が長期間続く人は、HPVがDNAに影響を及ぼすので、子宮頸部上皮内腫瘍を発症する可能性がより高い。
英国国民保健サービス（NHS）は、スクリーニングプログラムに「HPV triage」を追加した。これは、最初のスクリーニング検査が境界線の結果または低悪性度の異常細胞を示す場合、HPVのさらなる検査が追加で行われることを意味する。HPVが存在することが示されている場合、再検査に呼ばれるが、HPVが存在しない場合は、異常がないかのように通常のスクリーニングスケジュールを再開する。
HPV検査報告の正確性に関する研究：
- 感度88%?91%（CIN3以上を検出する場合）[30]、〜97%（CIN2 +を検出する場合）[31]
- 特異度73 - 79%（CIN3以上検出)[30]、〜93%（CIN2 +検出）[31]

より高感度なHPV検査を加えることにより、特異性が低下する可能性がある。特異性が低下すると、結果は偽陽性の検査の数が増え、病気を持たない多くの女性で、コルポスコピーのリスクが増加し、侵襲的な処置 および不要な処置が増加する。価値のあるスクリーニング検査は、疾患を有する者が正しく識別されるために、感度と特異性との間のバランスを必要とする。
HPV検査の役割に関して、ランダム化比較試験で、HPVをコルポスコピーと比較した。HPV検査は、直接コルポスコピーほど感度が高く、同時に必要な膣鏡の数を減らす。ランダム化比較試験では、HPV検査が異常な細胞診の後に行われるか、または子宮頸部細胞検査の前に行われる可能性が示唆されている。
2007年に発表された研究では、パップテストを行うことで炎症性サイトカイン応答を引き起こし、HPVの免疫学的クリアランスを開始し、子宮頸癌のリスクを低下させる可能性があることを示唆している。パップテストを一度でもしたことのある女性でも、がんの発生率は低かった。HPV陽性率の統計的に有意な低下は、生涯にパップテストを受診した回数と相関していた。
HPV検査では、32-38歳の女性のランダム化比較試験で、その後のスクリーニング検査で検出された子宮頸部上皮内新形成または子宮頸がんの発生率を低下させることができた。相対的なリスク削減は41.3%であった。この研究の患者と同様のリスクを有する患者（63%がCIN2-3または癌であった）について、絶対リスクを26%低下させる。3.8人の患者は、1人が利益を得るために治療されなければならない（治療に要する数= 3.8）。CIN 2-3のリスクの高い方または低い方の結果を調整するには、ここをクリック。
| HPV検査  | Pap検査（ベセスダシステム）                       | 細胞診結果の説明                                                 | 判定                 |
| -------- | ------------------------------------------------- | ---------------------------------------------------------------- | -------------------- |
| 陰性     | 陰性                                              | 正常または正常範囲内の所見                                       | 5年以内に再検査      |
| すべて   | 陰性                                              | 正常または正常範囲内の所見                                       | 3年以内に再検査      |
| 陰性     | 軽度の 異型扁平上皮細胞(ASC-US)                   | 扁平上皮細胞に変化がある。良性悪性の区別はできない               | 3年以内に再検査      |
| 陰性     | 軽度の 扁平上皮病変 (LSIL)（HPV感染、軽度異形成） | 扁平上皮細胞に軽度の異常がみられる                               | 6-12か月以内に再検査 |
| 検査せず | ASC-US                                            | 扁平上皮細胞に変化がある。良性悪性の区別はできない               | 6-12か月以内に再検査 |
| 陽性     | 陰性                                              | 正常または正常範囲内の所見                                       | 6-12か月以内に再検査 |
| 検査せず | LSIL                                              | 扁平上皮細胞に軽度の異常がみられる                               | すぐにコルポスコピー |
| 陽性     | LSIL                                              | 扁平上皮細胞に軽度の異常がみられる                               | すぐにコルポスコピー |
| すべて   | 高度の異型扁平上皮細胞 (ASC-H)                    | 扁平上皮細胞に変化があり、悪性の可能性が疑われる                 | すぐにコルポスコピー |
| 陽性     | ASC-US                                            | 扁平上皮細胞に変化がある。良性悪性の区別はできない               | すぐにコルポスコピー |
| すべて   | 高度異形成 病変(HSIL)                             | 扁平上皮細胞に高度の異常がみられ、早急に受診が必要               | すぐにコルポスコピー |
| すべて   | 扁平上皮癌 疑い(SCC)                              | 扁平上皮癌が疑われ、早急に受診が必要                             | すぐにコルポスコピー |
| すべて   | 異型腺細胞 (AGC)                                  | 腺細胞に変化が見られ、悪性変化の可能性が疑われ、早急に受診が必要 | すぐにコルポスコピー |

2019年2月、イングランドの子宮頸がんの1次検査として、液状化検体細胞診（LBC法）と比較し、高リスク型ヒトパピローマウイルス（hrHPV）検査では、子宮頸部上皮内病変（CIN）のグレード3以上（CIN3）の検出率が約40%、子宮頸がんの検出率は約30%上昇するなどhrHPV検査の優越性が示されたことから、イングランドでは、2019年末までの全国導入を目指していると報じられた。

## 診断
検診の結果、細胞診クラスIIIa以上であったり、HPVに持続感染しているなど、精密検査の必要性があると判断された場合は精密検査を実施し、最終的な診断を行う。
精密検査ではコルポスコピー（コルポ診）が行われ、拡大鏡（コルポスコープ）を用いて子宮頸部粘膜表面を5～20倍に拡大して観察する。その際、病変を明確にするため3%酢酸を子宮頸部に接触させ（酢酸加工）それによる変化をも所見とする。
コルポスコピーで異常を疑う箇所がみられた場合、その部分の組織を採取し、組織診（いわゆる狙い組織診と呼ばれる診査組織診）による病理学的検査を行う。この診査組織診により癌の診断及び臨床進行期の推定を行うが、上皮内癌と初期浸潤癌の確定は困難である。
高度異形上皮、上皮内癌、初期浸潤癌の確定診断（及び治療）には円錐切除診が行われる。
このほか血清学的検査（SCC）も行われることがある。

## 予防

### HPVワクチン
HPVワクチンは、子宮頸癌、膣癌、外陰癌の多くの原因となる型のHPV感染を防ぐことができる。ワクチンは12歳頃からの接種が推奨されている。またワクチンの接種後も定期的なパップテストを受けることは重要である。HPV感染を防ぐワクチンは公費で自己負担なく打てる定期接種は小学校6年生から高校1年の女子が対象であったが、2020年現在、自己負担の任意接種である男子へも対象を拡大を検討することとなった。

### 定期検査
パップテスト、HPV検査の2つの検査は予防に非常に有効である。パップテスト（子宮頸部細胞診）は子宮頸部の細胞を擦り採って顕微鏡検査を行う検査で、癌細胞や前癌状態(癌になる前の異形成)を見つけ出せる。HPV検査は子宮頸癌を引き起こすHPVへの感染をチェックする。これらの検査を21～65歳の間、定期的に受けることが重要とされる。
アメリカなどでは腟鏡を使って自分で子宮頚部をセルフチェックすることを推奨する動きがある。
その他、禁煙、コンドームの使用、性交渉のパートナーを制限することも、子宮頸癌のリスクを下げる可能性がある。

### HPVと性行為
HPVは感染者との性行為（膣性交、肛門性交、オーラルセックス含む）で感染する可能性が高いが、性行為は感染に必須の行為ではない。HPV感染は皮膚と皮膚が接触することでおこるため、性行為がなくとも（例えば感染した手で肛門や陰部に触れても）感染し、同一の体でも部位から部位に移る。そのため、”他人と性器同士の接触をしない”ことでHPV感染のリスクを下げることは可能だが、他の経緯で感染する可能性はあくまで排除できない。
不正確な認識によって子宮頸癌と性行為に関連する誤った情報が流布している一面もあり、2020年2月には高須克弥が「子宮頸癌はコンドームを一瞬つければ防げる」とTwitterでツイートして拡散し、それに対して多くの医療関係者がこの情報の誤りを指摘した。

## 治療

### 異形成の治療法
異形成は程度に応じて軽度異形成、中等度異形成、高度異形成に分類される。また、上皮内癌も高度異形成と同様の取り扱いである。
軽度異形成はHPVが自然消失すると、それに伴い異形成も自然治癒する可能性が高いため、通常は治療を実施しない。
中等度異形成の日本国内での取り扱いは一定していない。経過観察・または治療を行うが、日本産科婦人科学会の治療指針では、16型、18型、31型、33型、35型、45型、52型、58型は癌化リスクが高く、治療を検討する指針となっている。特に16型、18型、33型のリスクが高い。治療法は病変部位を含め、子宮頸部の一部分を円錐状に切除する円錐切除術が一般的。円錐切除術では子宮を切除することなく、ほぼ完治するが再発の可能性もある。子宮を残すことができるため、術後の妊娠・出産にもほとんど影響はないとされている。
高度異形成の場合も円錐切除術等により、治療を行う。

### 子宮頸癌の治療法
子宮頸癌の進行期は軽度のものから順に0期、IA1期、IA2期、IB1期、IB2期、IIA期、IIB期、IIIA期、IIIB期、IVA期、IVB期に分類される。
0期（上皮内癌）は癌が粘膜層にとどまっている段階であり、異形成と同様に円錐切除術で完治可能。しかし、挙児希望がなければ子宮全摘術を行うこともある。
IA期は程度が軽い場合は円錐切除術で子宮を残すことが可能であるが、円錐切除術で病変を取りきれない場合は子宮全摘術を行う。
IB期以降の進行癌の場合は子宮のほか、卵巣や卵管、その周りのリンパ節などの臓器も摘出する。国内ではIII期やIV期でも手術をおこなうことがあり、III期では動静脈を切断して靭帯の根部から摘出する術式が、IVA期では膀胱、直腸なども摘出する術式が取られることもある。
IA～IVA期の術後治療として、中間リスク群には放射線治療（+化学療法）、高リスク群にはシスプラチンと放射線治療の併用療法を行う。
骨盤内再発または後腹膜リンパ節再発に対しては、放射線治療を行っていなければ放射線治療を実施する。骨盤内再発で切除可能であれば手術も検討する。
上記以外の再発例およびIVB期症例では化学療法を検討する。シスプラチン+パクリタキセルの併用療法が標準であり、本邦ではJCOG0505試験の結果からカルボプラチン+パクリタキセルの併用療法も行われる。GOG240試験の結果をもとに、ベバシズマブの併用も検討される。
米国の子宮頚癌ガイドラインではIA2期以降では放射線療法単独療法、IB2期以降では放射線療法化学療法併用療法が推奨されている。
IIb期に対して、広範子宮全摘出術＋その後放射線治療を追加するといった治療法を選択しているのは日本だけであり、欧米では、術後照射による治療後数年にわたる下肢のむくみや治療中に起こりうる骨盤内リンパ浮腫の悪化に配慮し、同等以上の成績である根治的放射線療法（±化学療法）が選択されている。広汎子宮全摘出術では術後に、イレウスや下肢リンパ浮腫、排尿障害といった副作用が起こることがあるデメリットがある。日本における2004年から2007年に多施設共同前向き試験では、放射線単独治療によって3年生存率が95％と欧米の治療成績と同等であり、日本の放射線単独治療の安全性と有効性は証明された。

### 研究事例

#### HPV治療ワクチン
異形性の進行段階を戻すワクチンが開発中であり、中には乳酸菌を用いた経口のワクチンもある。

#### iPS細胞による治療
2023年12月13日、順天堂大学らのグループが健康な人から樹立したiPS細胞にゲノム編集を行うことで、そのiPS細胞から作製したヒトパピローマウイルス特異的細胞傷害性T細胞(CTL)が、患者の免疫細胞から拒絶されずに子宮頸がんを強力に抑制できることを明らかになったと発表した。本論文は、Cell系の学術雑誌「Cell Reports Medicine」のオンライン版で2023年12月12日付けで掲載された。順天堂大学は2024年夏にも治験に進む方針としている。

## 子宮頸癌になった著名人
（姓名のアイウエオ順)
- 井出智 - 亡くなる数時間前までラジオ収録[56]
- 稲野和子
- 岩本正恵
- 大石スク - 手術中に死去
- 大竹しのぶ – 前癌状態でレーザーで治療[57]
- 尾崎亜衣 - 34歳で発症
- 休井美郷 - 2023年に子宮頸癌の一歩手前「高度異形成」であることを公表
- 小桜葉子 - 腎機能障害のため癌の発見が遅れた。息子は加山雄三
- 坂井泉水 - 摘出手術後、肺に転移
- シーナ
- 清水クーコ
- SHAL - 亡くなる３ヵ月前にMV収録[58]
- 高橋メアリージュン
- 高村亜留
- 中島葵
- 中野聡子 - 子宮頸癌と診断されたが子宮体癌だった
- 仁科亜季子 - 38歳で発覚
- 原千晶 - 31歳で子宮頸癌、35歳で子宮体癌
- 古村比呂 - YouTubeで癌について動画配信
- アンジェリーク・ペティジョン
- エバ・ペロン - エビータ（Evita）
- 堀越のり - 30歳で発症
- 松原みき
- 三原じゅん子
- アニタ・ムイ - 実姉も同年齢で子宮頸癌のため死去
- 向井亜紀 - 35歳で子宮頸癌、42歳で腎臓癌、48歳で大腸癌
- 森昌子 - 子宮筋腫の手術で発覚
- ヘンリエッタ・ラックス - 無断でHeLa細胞（ヒーラさいぼう）を採取された
- セーラ・ロウエル
- 和田アキ子 – 32歳で摘出手術
- 渡瀬マキ - 長男の出産前に癌が発覚

Category:子宮頸癌で亡くなった人物も参照